# São Simão de Gouveia
São Simão de Gouveia, o simplemente Gouveia, es una freguesia portuguesa del municipio de Amarante. Según el censo de 2021, tiene una población de 577 habitantes.
Está localizada en la extremidad sur del municipio, a cerca de 10 kilómetros de la ciudad del Amarante. La freguesia está limitada al sur por los municipios de Marco de Canaveses y Baião, al oeste por Carvalho de Rei, al norte por la Lomba y Jazente, y al este por Salvador do Monte.
Fue sede del municipio hasta principios del siglo XIX. En ese entonces el municipio estaba constituido por las freguesias de Aliviada, Cepelos, Folhada, Gouveia, Lomba, Monte (São Salvador) y Várzea. Tenía, en 1801, 3015 habitantes.